# Estació de Manresa-Baixador
Manresa-Baixador és l'estació on finalitza la línia R5 i R50 de la Línia Llobregat-Anoia de FGC. Aquesta està situada a la part nord del centre de Manresa a la comarca del Bages.
Aquesta estació es va inaugurar el 9 de juny de 1971, després del tancament de l'antic baixador el 1969.
A més d'aquesta, el municipi de Manresa té dues estacions més de la Línia Llobregat-Anoia de FGC: Manresa-Viladordis i Manresa-Alta. També té l'estació de Manresa de Rodalies de Catalunya.
El 2022 FGC va anunciar que projecta perllongar la línia ferroviària a Manresa construint una nova estació sota el Passeig de Pere III i la plaça d'Espanya. Aquesta actuació comportaria el tancament de l'actual estació de Manresa-Baixador, ubicada a 262 metres del futur baixador.
| Línia Llobregat-Anoia de FGC |              |       |          |                        |
| Procedència/Destinació       | <            | Línia | >        | Procedència/Destinació |
| Barcelona - Pl. Espanya      | Manresa-Alta |       | terminal | terminal               |
| Barcelona - Pl. Espanya      | Manresa-Alta |       | terminal | terminal               |

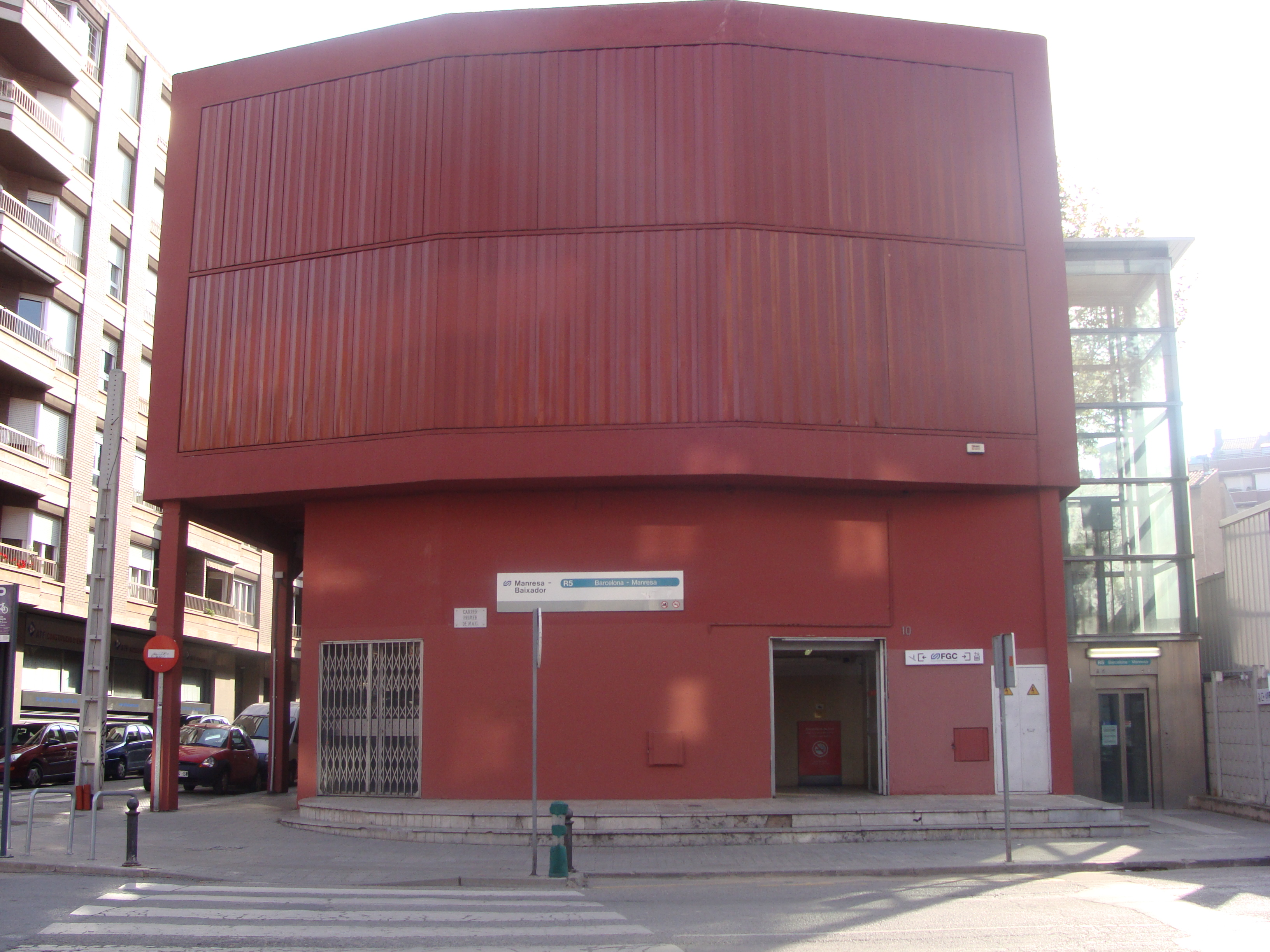
Vista exterior de l'estació
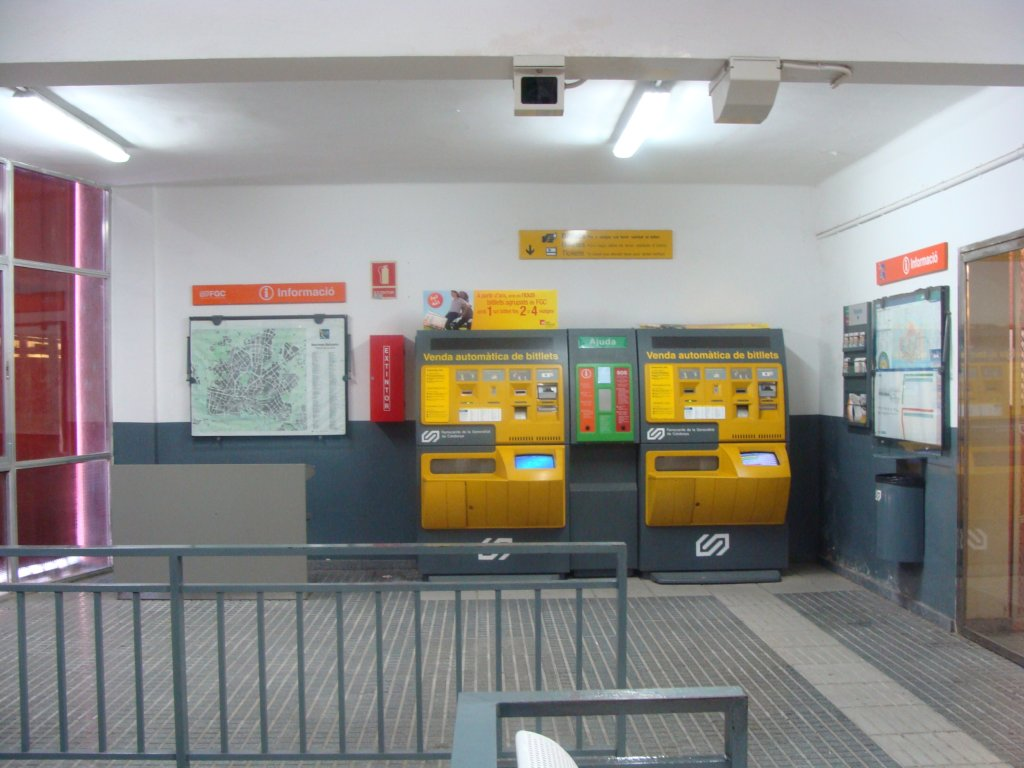
Vestíbul de l'estació
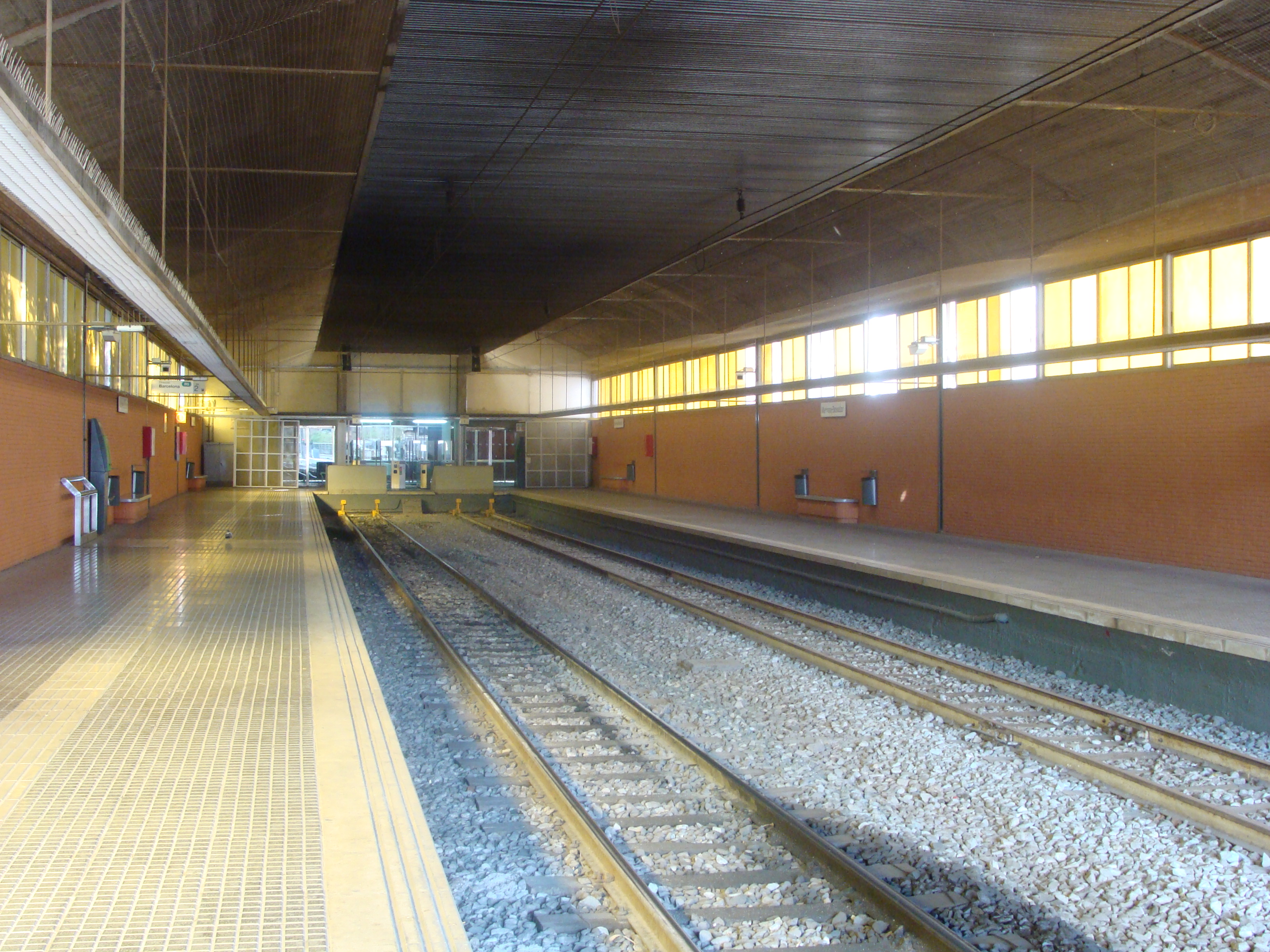
L'estació és final de línia
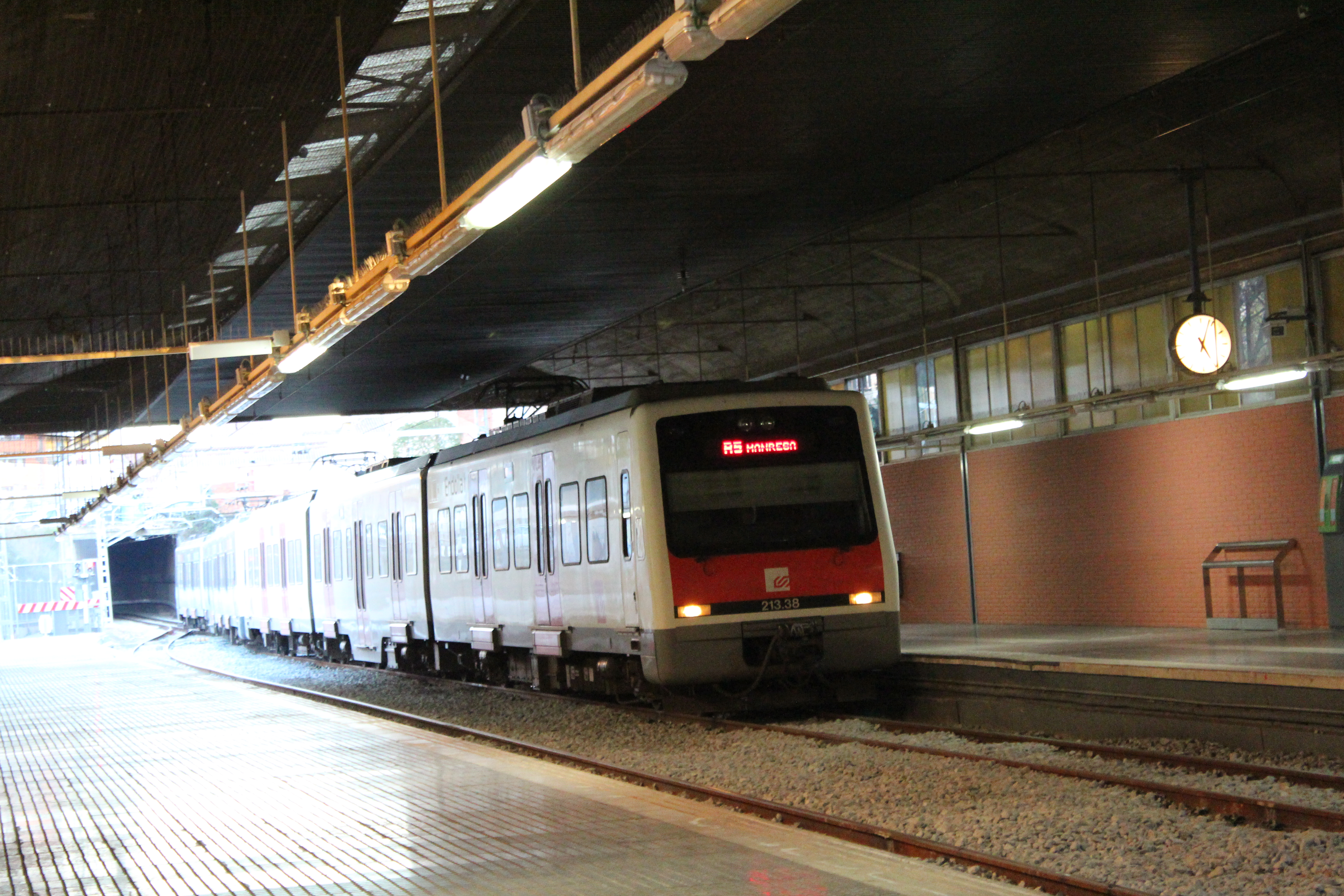
Unitat 213.38 amb servei R5 Manresa arriba a l'estació, on finalitza el recorregut